# Acer morifolium
Acer morifolium är en kinesträdsväxtart som beskrevs av Koidzumi. Acer morifolium ingår i släktet lönnar, och familjen kinesträdsväxter. Inga underarter finns listade i Catalogue of Life.